# Língua caritiana
A língua karitiana, também conhecida como caritiana e yjxa, é uma língua indígena Tupi , sendo a única remanescente da família linguística Arikém. Em 2017, os indígenas Karitiana contavam com aproximadamente 396 indivíduos com apenas 333 falantes, sendo a maior parte residente da Aldeia Karitiana e o resto distribuído pelas cidades de Porto Velho e Cacoal, no estado de Rondônia, Região Norte do Brasil. Até 2010, a língua era classificada pela UNESCO como "vulnerável". No entanto, nas últimas décadas, a sua população passou por um expressivo crescimento, o que fez o grupo superar as antigas perspectivas de extinção e passar para uma situação de 5* (Desenvolvimento) no Expanded Graded Intergenerational Disruption Scale, o que significa que a língua está em uso vigoroso, com literatura padronizada sendo usada por alguns, embora não seja completamente difundida ou sustentável.

## Etimologia
Atualmente, não se conhece com precisão a etimologia da palavra karitiana, já que os alguns indígenas afirmam que foi atribuída por seringueiros que adentraram em seus territórios no final do século XIX e início do século XX.
Assim, o estudioso nativo Nelson Karitiana trabalha com a hipótese de que a palavra seja derivada de uma adaptação fonética por contato linguístico. Como os Karitiana provavelmente usavam a palavra ytakatai yn (lit. "estou indo embora") para se despedir, ela sofreu uma adaptação fonética por parte dos seringueiros que não entendiam a língua.
Os Karitianas denominam-se por yjxa, um pronome da primeira pessoa do plural inclusivo, em oposição aos opok, os "não-indígenas" em geral, e aos opok pita,  os "outros indígenas".

## Distribuição
A Terra Indígena Karitiana apresenta-se como uma região localizada a 95 quilômetros da cidade de Porto Velho, capital de Rondônia. Uma porção considerável do leste do território homologado incide sobre a Floresta Nacional do Bom Futuro.
A aldeia dos karitiana – Kyõwã, que significa “boca (sorriso) de criança”, “pois a aldeia é bonitinha como sorriso de criança”– é dividida ao meio pelo igarapé Sapoti, afluente do rio Candeias. Na margem esquerda do igarapé, onde desemboca a estrada de acesso à aldeia, localizam-se a sede administrativa e as estruturas instaladas pela Funai, além das residências de parte das famílias. Na margem direita do igarapé, está situada a maior parte das residências familiares.
A língua Karitiana se relaciona com as línguas Cabixiana e Ariquém, ambas derivadas da família linguística Arikém, mas que agora já se encontram extintas.

## Fonologia

### Vogais
A língua karitiana possui cinco vogais, que podem ser longas ou curtas, nasais ou orais:
|          |         | Curta     | Curta    | Curta   | Longa     | Longa | Longa |
| Anterior | Central | Posterior | Anterior | Central | Posterior |       |       |
| -------- | ------- | --------- | -------- | ------- | --------- | ----- | ----- |
| Nasal    | Fechada | ĩ         | ɨ̃        |         | ĩ         | ɨ̃:    |       |
| Nasal    | Média   | ẽ         |          | õ       | ẽ:        |       | õ:    |
| Nasal    | Aberta  |           | ã        |         |           | ã:    |       |
| Oral     | Fechada | i         | ɨ        |         | i:        | ɨ:    |       |
| Oral     | Média   | e         |          | o       | e:        |       | o:    |
| Oral     | Aberta  |           | a        |         |           | a:    |       |

### Consoantes
Durante as últimas décadas, muito se evoluiu em relação a quais fonemas eram considerados fonemas consonantais. Atualmente, a classificação mais aceita é a da tabela abaixo, que envolve todos os fonemas consonantais já registrados:
|                  | Bilabial | Palato-alveolar | Alveolar | Palatal | Velar | Glotal |
| Nasal            | m        |                 | n        | ɲ       | ŋ     |        |
| Oclusiva         | p b      |                 | t d      |         | k ɡ   | ʔ      |
| Fricativa        |          |                 | s        |         |       | h      |
| Africada         |          | tʃ dʒ           |          |         |       |        |
| Vibrante simples |          | ɾ               | ɾ        |         |       |        |
| Aproximante      |          |                 |          | j       | w     |        |

### Prosódia
No geral, a sílaba tônica das palavras em karitiana se dá pela última. Segue alguns exemplos de palavras que seguem essa regra, nos quais a sílaba tônica está em negrito:
1. [pẽ.ndot] 'largo'
2. ['mãn] 'marido'
3. [kĩ.nda] 'coisa'

As exceções a essa regra se dão por sílabas com núcleos pesados, normalmente representados por vogais longas, como em:
1. [ho:.ri] 'ali'
2. [de:.so] 'montanha'

Há também a exceção de quando a palavra possui duas sílabas e as duas vogais são da mesma qualidade (a não ser quando a última possui núcleo pesado), como em:
1. [pɨ.kɨp] 'tecido'
2. [te.rep] 'honesto'

#### Participação dos afixos na tonicidade
Os afixos podem ser definidos em duas classes: aqueles que recebem a sílaba tônica e aqueles que não recebem. O primeiro exemplo consiste de um no qual o sufixo não afeta na sílaba tônica e o segundo um que afeta:
1. a.ndɨ-j 'vai sorrir'
2. kata-pa 'cama'

Além disso, no caso de prefixo declarativos, suas formas podem mudar dependendo de onde está a sílaba tônica do verbo:
- ta-, na- quando a primeira sílaba não é a tônica;
- taka-, naka- quando a primeira sílaba é a tônica.

### Tons
Na língua karitiana, os tons são baseados de acordo com a sílaba tônica. As regras para a colocação dos tons, em sequência, são as seguintes: 
1. Designar um tom H (alto) para a sílaba tônica de um morfema;
2. Designar um tom H flutuante para sílabas tônicas sem tom à sua esquerda se, e somente se, o tom não estiver conectado a uma sílaba tônica;
3. Designar um tom associado a uma sílaba tônica para uma sílaba sem tom à sua direita se, e somente se, a sílaba tônica e a sílaba sem tom forem adjacentes e pertencerem ao mesmo domínio prosódico;
4. Designar um tom L (baixo) para todos as sílabas sem tom.

Como a sílaba tônica de um morfema é, normalmente, a última, a maioria das palavras terminará com tom H. Uma exceção comum a essa regra se dá em frases declarativas, negativas e interrogativas, quando um tom L (baixo) é necessário para marcar o tipo da frase.

## Ortografia
A ortografia mais utilizada por gramáticas e artigos atuais é a seguinte:
| Letra | Fonema      | Aproximação com o Pt-Br   |
| ----- | ----------- | ------------------------- |
| A a   | /a/         | Pasta                     |
| B b   | /b/         | Barco                     |
| D d   | /d/         | Dois                      |
| E e   | /e/         | Peste                     |
| G g   | /ɡ/ ou /ŋ/  | Gosto ou Sing (inglês)    |
| H h   | /h/         | Rato                      |
| I i   | /i/         | Pista                     |
| J j   | /j/ ou /dʒ/ | Saia ou Dia               |
| K k   | /k/         | Casa                      |
| M m   | /m/         | Amor                      |
| N n   | /n/         | Navio                     |
| O o   | /o/         | Posto                     |
| P p   | /p/         | Pele                      |
| R r   | /ɾ/         | Cera                      |
| S s   | /s/         | Selo                      |
| T t   | /t/         | Tatu                      |
| W w   | /w/         | Uísque                    |
| X x   | /tʃ/        | Tio                       |
| y y   | /ɨ/         | U-huh (inglês)            |
| '     | ʔ           | Consoante oclusiva glotal |

Além desses, há o j nasalizado (com o sinal til), que é escrito como nh em algumas literaturas mais antigos. Tal som é representado pelo /ɲ/ e tem a pronúncia do nh em banho. As vogais a, e, i, o, y também recebem o sinal til ~ para indicar a nasalização.

## Gramática

### Pronomes
Os pronomes da língua podem ser divididos da maneira a seguir:

#### Pronomes Pessoais e Possessivos
Em karitiana, assim como em todas as outras línguas Tupi, existe um conjunto de prefixos pronominais ligados ao verbo. Esses prefixos servem para fazer uma referência cruzada do absolutivo nominal de uma determinada frase. Eles também servem de prefixo para substantivos quando utilizados como possessivos. Karitiana também possui um conjunto de pronomes livres, que ocorrem normalmente antes do verbo, mas que também podem ocorrer depois, quando são chamados de "ambi-fixos". Quando ocorrem antes do verbo, podem se referir somente ao "ator", mas em outros ambientes podem se referir ao referente absolutivo da frase.
No geral, línguas Tupi possuem as seguintes categorias pronominais nos seus prefixo verbais: 1a pessoa do singular, 1a pessoa do plural inclusivo, 1a pessoa exclusiva, 2a pessoa do singular e 2a pessoa do plural.
|           |           |           | Pronomes Livres | Prefixos de concordância verbal absolutiva |
| --------- | --------- | --------- | --------------- | ------------------------------------------ |
| 1a pessoa | singular  | singular  | ỹn              | y-                                         |
| 1a pessoa | plural    | inclusivo | yjja            | yj-                                        |
| 1a pessoa | plural    | exclusivo | yta             | yta-                                       |
| 2a pessoa | singular  | singular  | ãn              | a-                                         |
| 2a pessoa | plural    | plural    | ajja            | aj-                                        |
| 3a pessoa | 3a pessoa | 3a pessoa | i               | Ø-                                         |

Como pode-se ver, a língua só possui pronomes epicenos, isto é, o gênero não é evidente no sistema pronominal da língua. Na realidade, a marcação de gênero não aparece em nenhum dos domínios da gramática da língua.
Os pronomes possessivos podem ser expressos pelos mesmos prefixos dos pronomes pessoais (além da terceira pessoa, os pronomes livres não são utilizados para tal fim). Segue abaixo exemplos desse uso:
| 1a) | yj-hadni-pa       |  |  |
|     | 1PL.GEN-falar-NOM |  |  |
|     | "Nosso celular"   |  |  |
| 1b) | a-sojt            |  |  |
|     | 2S.GEN-esposa     |  |  |
|     | "Sua esposa"      |  |  |
| 1c) | i sojt            |  |  |
|     | 3S.GEN esposa     |  |  |
|     | "Esposa dele"     |  |  |
| 1d) | y-nhõngõ          |  |  |
|     | 1S.GEN-braço      |  |  |
|     | "Meu braço"       |  |  |

#### Pronomes Demonstrativos
Na língua karitiana há, pelo menos, seis pronomes demonstrativos. "Ka" se refere a algo na mão do falante, "ho" a algo próximo, "onỹ" a algo mais distante, "nhã" a algo próximo e sentado, "hyp" a algo perto e inerte, e "hori" a algo fora de vista. Podemos observá-los nos seguintes exemplos:
| 2a) | mõrãmõn                                                                         | ka                 |               |        |      |
|     | WH+                                                                             | DEM.MAN            |               |        |      |
|     | "O que é isso?"                                                                 |                    |               |        |      |
| 2b) | mõrãmõn                                                                         | ho                 |               |        |      |
|     | WH+                                                                             | DEM.PROX           |               |        |      |
|     | "O que é aquilo?"                                                               |                    |               |        |      |
| 2c) | mõrãmõn                                                                         | onỹ                |               |        |      |
|     | WH+                                                                             | DEM.DIST           |               |        |      |
|     | "O que é aquilo ali?"                                                           |                    |               |        |      |
| 2d) | hori                                                                            | naka-atyka-t       | pikom         | ep     | okyp |
|     | DEM.NONSEEN                                                                     | NSAP-estar.em-NFUT | macaco.lanudo | árvore | na   |
|     | "Tem um macaco lanudo em alguma árvore por ali" (não há certeza de qual árvore) |                    |               |        |      |

### Substantivos
Na língua karitiana, os substantivos não variam em número. Além disso, muitos são formados a partir da adição do sufixo -pa ao final de certos verbos, sofrendo uma nominalização. O resultado desse processo, a palavra "verbo-pa" se refere, no geral, a vários objetos relacionados ao verbo. Um exemplo clássico desse vaguismo semântico é o substantivo tarɨkipa, que é derivado de tarɨka (andar). Ou seja, seu significado é de "algo relacionado a andar", o que pode variar, de acordo com o contexto, de veículos até a casa de algúem que a pessoa frequente muito.
Em alguns casos, o verbo pode ser precedido por um substantivo, o que restringe os significados que o substantivo resultante pode assumir:
| myhõrõn + -pa        | => myhõrõnpa                            |
| lavar + NOM          | => algo relacionado a lavagem           |
|                      |                                         |
| osop + myhõrõn+ -pa  | => osop myhõrõnpa                       |
| cabelo + lavar + NOM | => algo relacionado a lavagem de cabelo |

Na tabela abaixo, pode-se ver alguns substantivos importantes derivados de verbos por meio do nominalizador -pa:
| Verbo | Interpretação | +pa      | Interpretação     |
| ----- | ------------- | -------- | ----------------- |
| mika  | sentar        | mikipa   | cadeira           |
| kat   | dormir        | katapa   | cama              |
| ahy   | beber         | ahypa    | caneca, copo      |
| põn   | caçar         | põnpa    | trilha para caçar |
| orhit | pescar        | orhitipa | lugar para pescar |

No geral, a transformação que o final da palavra sofre quando é ligado ao sufixo -pa pode ser resumida da seguinte maneira:
| Terminação verbal   | Sufixo | Exemplo            |
| ------------------- | ------ | ------------------ |
| Consoante não-nasal | Vpa    | hot+pa = hotopa    |
| Consoante nasal     | pa     | põn+pa = põnpa     |
| [a]                 | ipa    | mika+pa = mikipa   |
| Outras vogais       | pa     | pyt'y+pa = pyt'ypa |

### Adjetivos
Na língua karitiana, há um conjunto de termos que pode ser interpretado como adjetivos. A diferença da classe dos adjetivos para a dos verbos e substantivos se dá de quatro maneiras principais:
1. A forma que são colocadas junto de substantivos os diferem;
2. Podem ocorrer sem flexões depois de substantivos, o que os difere dos verbos;
3. Podem ser derivados dos substantivos por meio do morfema adjetificativo -nã;
4. Podem conter o sufixo ra quando estão depois de um substantivo no plural.

O primeiro caso pode ser percebido nos exemplos a seguir, nos quais o adjetivo ẽm (que significa preto) flexiona assim como um verbo intransitivo, isto é, por meio do prefixo i-:
| 1a) | omãky                    | na-aka-t i-ẽm-Ø                  |        |
|     | jaguar                   | NSAP-COP-NFUT INT-preto-COP.AGR  |        |
|     | "O jaguar é preto"       |                                  |        |
| 1b) | omãky                    | na-aka-t i-pykyna-t              |        |
|     | jaguar                   | NSAP-COP-NFUT INT-correr-COP.AGR |        |
|     | "O jaguar está correndo" |                                  |        |
| 1c) | omãky                    | na-aka-t                         | hĩm    |
|     | jaguar                   | NSAP-COP-NFUT                    | animal |
|     | "O jaguar é um animal"   |                                  |        |

No segundo caso, apesar de que adjetivos como o ẽm podem ser confundidos com verbo, eles se distinguem entre si por causa da inflexão após substantivos, como pode-se ver nos exemplos a seguir:
| 2a) | omãky ẽm                 |
|     | jaguar preto             |
|     | "jaguar preto"           |
| 2b) | omãky pyt'y              |
|     | jaguar comer             |
|     | *"O jaguar está comendo" |

Na tabela abaixo, encontram-se outros adjetivos que se comportam de uma maneira similar ao ẽm:
| Adjetivo        | Interpretação |
| --------------- | ------------- |
| estúpido, doido | sikirip       |
| mỹnat           | devagar       |
| hirinã          | rápido        |
| sõm             | vermelho      |
| pykõrõg         | forte         |

No terceiro caso, há diversos exemplos de adjetivos que podem ser formados dessa maneira. No entanto, o sufixo adjetificativo -nã não pode ser adicionado a substantivos formados a partir da partícula substantivadora -pa. Segue alguns exemplos do seu uso:
| 3a) | nhõnso ed-nã              |  |  |
|     | mulher criança-ADJ        |  |  |
|     | "a mulher grávida"        |  |  |
| 3b) | õwã otid-nã               |  |  |
|     | criança dor-ADJ           |  |  |
|     | "A criança está dolorida" |  |  |

Por fim, o quarto caso é muito utilizado com adjetivos de cores, sendo o sufixo utilizado quando o adjetivo se refere a um substantivo de sentido semântico pluralizado (já que substantivos não flexionam com número em karitiana). Segue alguns exemplos: 
| 4a) | epesap ket / epesap kere-ra              |  |  |
|     | folha verde / folha verde-ADJ.PL         |  |  |
|     | "folha verde"/"folhas verdes"            |  |  |
| 4b) | õm sõm / õm sõmõ-rã                      |  |  |
|     | imagem vermelha / imagem vermelha-ADJ.PL |  |  |
|     | "imagem vermelha"/"imagens vermelhas"    |  |  |

### Verbos
Na língua karitiana, os verbos são divididos, basicamente, em duas classes: verbos semanticamente transitivos (multivalente) e semanticamente intransitivos (monovalente), cuja diferença se dá pelo número de participantes necessários na cena expressa pelo verbo em questão. Para os verbos intransitivos, é utilizado o prefixo i-, enquanto para os demais casos é usado, geralmente, os prefixo na(ka)- e ta(ka)- (quando o absolutivo nominal se refere à primeira ou segunda pessoa). Na tabela abaixo, pode-se observar exemplos de cada tipo:
| Verbo Intransitivo | Significado | Verbo Transitivo  | Significado           |
| ------------------ | ----------- | ----------------- | --------------------- |
| ỹn i-taktãg-ãt     | Eu nadei    | ỹn na-okot        | Eu mordi X            |
| ỹn i-sombak        | Eu olhei    | ỹn na-atik        | Eu joguei/arremesei X |
| ỹn i-se'y-t        | Eu bebi     | ỹn na-soky-t      | Eu quebrei X          |
| ỹn i-mbik          | Eu sentei   | ỹn na-tataryka-t  | Eu trouxe X           |
| ỹn i-pykyna-t      | Eu corri    | ỹn naka-hit       | Eu dei X              |
| ỹn i-taryka-t      | Eu andei    | ỹn naka-kip       | Eu cortei X           |
| ỹn i-tat           | Eu fui      | ỹn naka-atyp      | Eu conheci X          |
| ỹn i-yryt          | Eu cheguei  | ỹn naka-mhip      | Eu cozinhei X         |
| ỹn i-kat           | Eu dormi    | ỹn na-pimbik      | Eu empurrei X         |
| ỹn i-pop           | Eu morri    | ỹn na-mbyherenã-t | Eu mostrei X para Y   |

#### Tempo
Os indicadores de tempo em karitiana variam de acordo com o tipo de construção declarativa que está sendo utilizado. Além disso, karitiana possui um sistema de futuro vs não-futuro, ou seja, a flexão de não-futuro engloba tanto o momento da fala (presente) quanto os momentos anteriores a ele (passado). A tabela abaixo resume o uso dos sufixos de tempo:
| Construção Copular Construção SAP | Construção Copular Construção SAP | Construção Copular Construção SAP  | Construção Copular Construção SAP  |
| --------------------------------- | --------------------------------- | ---------------------------------- | ---------------------------------- |
| Não-futuro                        | Não-futuro                        | Futuro                             | Futuro                             |
| C-final                           | V-final                           | C-final                            | V-final                            |
| -Ø                                | -t                                | -i                                 | -j                                 |
| Construção Foco-Verbal            |                                   |                                    |                                    |
| Não-futuro                        | Não-futuro                        | Futuro                             | Futuro                             |
| C-final                           | V-final                           | -ndaki                             | -ndaki                             |
| -ỹn                               | -n                                | -ndaki                             | -ndaki                             |
| Construção de Valência            |                                   |                                    |                                    |
| Não-futuro                        | Não-futuro                        | Futuro                             | Futuro                             |
| C-final                           | V-final                           | Não é permitido sufixação temporal | Não é permitido sufixação temporal |
| -Ø                                | -t                                | Não é permitido sufixação temporal | Não é permitido sufixação temporal |

#### Aspecto
Em karitiana, são relatados três tipos de aspectos verbais: imperfectivo, retrospectivo/perfeito e prospectivo. No geral, os auxiliares aspectuais se dividem da seguinte maneira:
| Aspecto                  | Aspecto                  | Auxiliares Aspectuais |
| ------------------------ | ------------------------ | --------------------- |
| Imperfectivo progressivo | Imperfectivo progressivo | ty-ka/ty-syp/ty-so    |
| Imperfectivo progressivo | Imperfectivo progressivo | andyk                 |
| Neutro                   | Perfectivo               | -Ø                    |
| Neutro                   | Imperfectivo Habitual    | -Ø                    |
| Perfectivo/Retrospectivo | Perfectivo/Retrospectivo | byyk                  |
| Prospectivo              | Prospectivo              | pasagngã              |

No entanto, essa divisão não é aceita de maneira unânime, já que há tesesque defendem que o auxiliar tyka é, na realidade, um auxiliar aspectual bimorfêmico que só pode ser utilizado com sentenças cujo tempo do tópico seja posterior ou simultâneo ao da fala.

#### Conjugação de Desejo
Há um sufixo verbal na língua karitiana que exprime a ideia de desejo, sendo normalmente utilizado em perguntas de sim ou não. Pode-se ver seu uso nos seguintes exemplos:
| 1. | a-tat-awak           | ãn-o            | hỹ       |    |
|    | 2S.ABS-ir-DES        | 2S-Q.NOM        | Q        |    |
|    | "Você deseja ir?"    |                 |          |    |
| 2. | ãn                   | i-amãg-ĩwak     | ãn-o     | hỹ |
|    | 2S                   | IRR-plantar-DES | 2S-Q.NOM | Q  |
|    | "Você quer plantar?" |                 |          |    |

#### Evidencialidade
A língua karitiana possui um sufixo de evidencialidade que indica que o falante ouviu sobre algo indiretamente, isto é, de alguém que não presenciou a cena. Esse sufixo expressa um menor grau de certeza do falante sobre o tal evento e é dado por -saryt, não variando quanto à transitividade do verbo.
Se uso pode ser visto nos exemplos a seguir:
| 1. | a-taka-tat-saryt-Ø           | a-taka-tat-saryt-Ø     |      |
|    | 2S.ABS-NSAP-ir-EVID-NFUT     |                        |      |
|    | "Você foi, eu ouvi"          |                        |      |
| 2. | i                            | naka-pydn-saryt-Ø bola | mora |
|    | 3                            | NSAP-chutar-EVID-NFUT  | bola |
|    | "Ele chutou a bola, eu ouvi" |                        |      |

#### Modo
De acordo com Storto, há seis morfemas de modo na língua karitiana: 
| Classificação | Afixo           | Interpretação      |
| ------------- | --------------- | ------------------ |
| Declarativo   | -na/ta(ka)-RAIZ | Asserção           |
| Assertivo     | -pyt-RAIZ       | Asserção           |
| Citativo      | -iri-RAIZ       | Citações           |
| Imperativo    | -RAIZ-/a        | Comando            |
| Condicional   | -jy-RAIZ        | Contrafactualidade |
| Deôntico      | -pyn-RAIZ       | Obrigação          |

Como Storto não se baseia em critérios que não delimitam uma mesma categoria sintática ou semântica, há uma reanálise de Ana Müller e Luiz Ferreira baseando-se nos conceitos de modo ilocucional (quando há morfologia verbal relacionada a atos de fala) e modo modal (quando há morfologia verbal expressando modalidade). Assim, tem-se a seguinte divisão dos morfemas de modo:
| Modo Modal    | Afixo |
| ------------- | ----- |
| Deôntico      | -pyn- |
| Contrafactual | -jy-  |

| Nome        | Afixo           | Força Ilocucional |
| ----------- | --------------- | ----------------- |
| Declarativo | -na/ta(ka)-RAIZ | Asserção          |
| Assertivo   | -pyt-RAIZ       | Asserção          |
| Citativo    | -iri-RAIZ       | Asserção          |

#### Causativização
Em karitiana, o processo de causativização (uma operação para aumentar a valência de um verbo) é feito pela utilização de dois morfemas: -m e typoong. Para o caso de verbos intransitivos, utiliza-se o afixo -m para adicionar um argumento (sujeito agente ou causa) à sentença, sendo uma espécie de transitivização, já que aumenta a valência do verbo. Segue exemplos do uso desse afixo:
| 1a) | Ø-py-ke'on-yn             | ti'y    | 1b) | Ø-py-m-ke'on-yn                  | ti'y    | j̃onso  |
|     | 3-ASSERT-esfriar-NFUT     | comida  |     | 3-ASSER-CAUS-esfriar-NFUT        | comida  | mulher |
|     | "A comida esfriou"        |         |     | "A mulher fez a comida esfriar"  |         |        |
| 2a) | Ø-py-pikowogng-a-n        | õwã     | 2b) | Ø-py-m-pikowogng-a-n             | õwã     | taso   |
|     | 3-ASSERT-deslizar-VT-NFUT | criança |     | 3-ASSERT-CAUS-deslizar-VT-NFUT   | criança | homem  |
|     | "A criança deslizou"      |         |     | "O homem fez a criança deslizar" |         |        |

Para o caso de verbos transitivos, por já possuírem mais de um argumento, a utilização do afixo m- implicaria em uma construção agramatical. Portanto, utiliza-se uma construção do tipo analítica por meio, na qual adiciona-se o auxiliar causativo typoong para a frase, fazendo o antigo sujeito agente ou causa do verbo passar a ser objeto oblíquo da causativa, recebendo o sufixo -ty, e o argumento acrescentado passando a ser o agente ou causa. Segue um exemplo dessa construção:
| 3a) | João                 | Ø-na-oky-t           | boroja               | 3b) | Cláudio                          | Ø-na-oky-t                       | typoong                          | boroja                           | João-ty                          |
|     | João                 | 3-DECL-matar-NFUT    | cobra                |     | Cláudio                          | 3-DECL-matar-NFUT                | AUX:CAUS                         | cobra                            | João-OBL                         |
|     | "João matou a cobra" | "João matou a cobra" | "João matou a cobra" |     | "Cláudio fez João matar a cobra" | "Cláudio fez João matar a cobra" | "Cláudio fez João matar a cobra" | "Cláudio fez João matar a cobra" | "Cláudio fez João matar a cobra" |

#### Passivização Impessoal
Na língua karitiana, a passivização é dada pela adição do prefixo a-, podendo ser utilizada apenas com verbos sintaticamente transitivos. Caso seja utilizada com verbos intransitivos, tem-se uma construção agramatical. Segue exemplos do uso desse morfema:
| 1a) | Ø-pyr-oky-n              | boroja    | taso  |
|     | 3-ASSERT-matar-NFUT      | cobra     | homem |
|     | "O homem matou a cobra"  |           |       |
| 1b) | Ø-pyr-a-oky-n            | boroja    |       |
|     | 3-ASSERT-PASV-matar-NFUT | cobra     |       |
|     | "A cobra foi morta"      |           |       |
| 2a) | y-pyry-hit-ỹn            | boet-ty   | taso  |
|     | 3-ASSERT-dar-NFUT        | colar-OBL | homem |
|     | "O homem me deu o colar" |           |       |
| 2b) | y-pyr-a-hit-ỹn           | boet-ty   |       |
|     | 3-ASSERT-PASV-dar-NFUT   | colar-OBL |       |
|     | "Deram-me o colar"       |           |       |

### Sentenças

#### Frases Nominais
As frases nominais em karitiana aparecem como substantivos sem determinantes, isto é, sem indicadores de artigos, quantificadores, classificadores ou marcas morfológicas de número. Assim, eles podem ser usados para se referir a algo definido ou indefinido, no plural ou no singular, sendo determinados pelo contexto em que ocorrem:
| 1a) | Maria                                       | naka-m-'a-t          | gooj                     |
|     | Maria                                       | DECL-CAUS-fazer-NFUT | canoa                    |
|     | "Maria fez a/uma/algumas canoa(s)"          |                      |                          |
| 1b) | õwã                                         | na-okoot-Ø           | y-'it                    |
|     | criança                                     | DECL-morder-NFUT     | 1S-filho (homem falando) |
|     | "A/uma/algumas criança(s) mordeu meu filho" |                      |                          |

#### Construções Declarativas Afirmativas
Há quatro tipos de sentenças declarativas básicas na língua karitiana que possuem regras bem definidas quanto à prefixação verbal que as acompanha. Geralmente, frases nominais são utilizadas como argumento de cada sentença. Esses tipos são:
- Construção de Valência: nela, um verbo semanticamente intransitivo é prefixado com i-;
- Construção SAP (Participante do Ato de Fala): é normalmente referida como a construção declarativa;
- Construção Copular: nela, um predicativo pode suceder o verbo;
- Construção Foco-Verbal: nela, o verbo sempre deve ocorrer no início e é muito utilizada em respostas positivas para perguntas de sim ou não.

Na tabela abaixo, encontram-se as regras gerais de prefixação de cada uma dessas construções:
| Construção de Valência               | Construção de Valência            | Construção de Valência            | Construção de Valência            | Construção de Valência           | Construção de Valência           |
| ------------------------------------ | --------------------------------- | --------------------------------- | --------------------------------- | -------------------------------- | -------------------------------- |
| Prefixo Semanticalmente Intransitivo |                                   |                                   |                                   |                                  |                                  |
| -i                                   |                                   |                                   |                                   |                                  |                                  |
| Exemplos:                            |                                   |                                   |                                   |                                  |                                  |
| ỹn i-ohit-Ø                          | ỹn i-ohit-Ø                       | ỹn i-ohit-Ø                       | ỹn i-ohit-Ø                       | Eu pesquisei                     | Eu pesquisei                     |
| ỹn i-oty-t                           | ỹn i-oty-t                        | ỹn i-oty-t                        | ỹn i-oty-t                        | Eu tomei banho                   | Eu tomei banho                   |
| Construção SAP                       |                                   |                                   |                                   |                                  |                                  |
| Referente absolutivo da 3a pessoa    | Referente absolutivo da 3a pessoa | Referente absolutivo da 3a pessoa | Referente absolutivo da 3a pessoa | Referente absolutivo do SAP      | Referente absolutivo do SAP      |
| Verbo com sílaba tônica inicial      | Verbo com sílaba tônica inicial   | naka-/ga-                         | naka-/ga-                         | Verbo com sílaba tônica inicial  | taka-                            |
| Verbo sem sílaba tônica inicial      | Verbo sem sílaba tônica inicial   | na-                               | na-                               | Verbo sem sílaba tônica inicial  | ta-                              |
| Exemplos:                            |                                   |                                   |                                   |                                  |                                  |
| ỹn naka-y-t gok                      | ỹn naka-y-t gok                   | Eu comi a mandioca                | Eu comi a mandioca                | an y-taka-mĩ-t                   | Você me bateu                    |
| Construção Foco-Verbal               |                                   |                                   |                                   |                                  |                                  |
| Verbos com sílaba tônica inicial     | Verbos com sílaba tônica inicial  | Verbos sem sílaba tônica inicial  | Verbos sem sílaba tônica inicial  | Verbos sem sílaba tônica inicial | Verbos sem sílaba tônica inicial |
| pyry-                                | pyry-                             | V-inicial                         | V-inicial                         | C-inicial                        | C-inicial                        |
| pyry-                                | pyry-                             | pyr-                              | pyr-                              | py-                              | py-                              |
| Exemplos:                            |                                   |                                   |                                   |                                  |                                  |
| y-pyry-tam-ỹn ỹn                     | Eu voei                           | y-pyr-otãm-ỹn ỹn                  | Eu retornei                       | y-py-karak-ỹn ỹn                 | Eu estou sonolento               |
| Construção Copular                   |                                   |                                   |                                   |                                  |                                  |
| Auxiliar                             | Auxiliar                          | Auxiliar                          | Verbo Intransitivo Principal      | Verbo Intransitivo Principal     | Verbo Intransitivo Principal     |
| na+COP+tempo                         | na+COP+tempo                      | na+COP+tempo                      | Prefixo                           | Sufixo de concordância copular   | Sufixo de concordância copular   |
| na-aka-j/t                           | na-aka-j/t                        | na-aka-j/t                        | i-                                | -t/-Ø                            | -t/-Ø                            |
| Marilena na-akar i-oty-t             | Marilena na-akar i-oty-t          | Marilena na-akar i-oty-t          | Marilena está tomando banho       | Marilena está tomando banho      | Marilena está tomando banho      |

#### Frases Interrogativas
Em perguntas na língua karitiana, o verbo não se flexiona para construções de frases declarativas, mas flexiona em pessoa, tempo futuro e aspecto. Além disso, as frases normalmente são marcadas pelo morfema hỹ no final que indica a pergunta. Para perguntas polares (sim ou não) tem-se a seguinte estrutura quando formadas por verbos semanticamente intransitivos:
| a) | a-kysep           | (hỹ) |  |
|    | 2S.ABS-pular      | Q    |  |
|    | "Você pulou?"     |      |  |
| b) | a-kysew-i         | (hỹ) |  |
|    | 2S.ABS-pular-FUT  | Q    |  |
|    | "Você vai pular?" |      |  |

No caso de verbos semanticamente transitivos, o verbo é prefixado com um morfema i- ao invés de a-, e caso o agente seja anafórico, utiliza-se um pronome livre ao invés de um prefixo absolutivo, como nos exemplos a seguir:
| a) | ãn                                 | i-y          | gok-(o)        | (hỹ) |
|    | 2S                                 | IRR-comer    | mandioca-Q.NOM | Q    |
|    | "Você comeu a mandioca?"           |              |                |      |
| b) | ãn                                 | i-mhip       | hĩm-(o)        | (hỹ) |
|    | 2S                                 | IRR-cozinhar | carne-Q.NOM    | Q    |
|    | "Você cozinhou a carne do animal?" |              |                |      |

Nos exemplos anteriores, pode-se ver que é possível a omissão da partícula hỹ, sendo o reconhecimento da estrutura de pergunta feita pelo verbo não flexionar de acordo com as estruturas declarativas. Além disso, pode-se também utilizar a partícula -o, sufixada ao último substantivo da frase, para indicar a pergunta. No caso de perguntas polares negativas, utiliza-se, no lugar de hỹ, as partículas kymĩnĩ (quando se refere ao futuro) ou mĩnĩ caso contrário.
Para perguntas de conteúdo, utiliza-se uma estrutura similar às polares, mas com a adição de um pronome interrogativo no início da frase, isto é, numa posição de foco. Esses pronomes são:
| Karitiana | Português    |
| --------- | ------------ |
| mõrãsõg   | porque       |
| mõrãpip   | quando/onde  |
| mõrãkydn  | qual direção |
| mõrãmõn   | o que/quem   |

#### Frases Imperativas
O imperativo em karitiana é formado com base na transitividade semântica do verbo. Para verbos intransitivos, é prefixado um pronome absolutivo ao verbo e sufixado o marcador imperativo -a se o verbo terminar em consoante. Para verbos transitivos, no geral, é prefixado o marcador i- e sufixado o marcador -a quando terminar em consoante, mas há alguns cujos imperativos são formados pela adição da partícula a'a após a forma não-finita do verbo. Pode-se ver tais formações na tabela a seguir:
| Intransitivo Imperativo | Significado | Transitivo Imperativo | Significado     |
| ----------------------- | ----------- | --------------------- | --------------- |
| a-mbik-a                | Sente!      | (ãn) i-pydn-a         | Chute (isto)!   |
| a-tar-a                 | Vá!         | (ãn) i-mhiw-a         | Cozinhe (isto)! |
| a-pyt'y                 | Coma!       | (ãn) i-paka           | Lave (isto)!    |
| a-hadnã                 | Fale!       | kip a'a               | Corte isto!     |
| a-oty!                  | Tome banho! | somõr a'a             | Olhe para isto! |

#### Frases Negativas
Para verbos semanticamente intransitivos que terminam em vogal, geralmente não há indicação do negativo. No entanto, para verbos semanticamente intransitivos que terminam em consoante, há a adição do sufixo -y caso seja uma consoante não-nasalizada, ou do sufixo -ĩ caso seja uma consoante nasalizada:
|  | y-terektereg-ĩ (ĩn)    |
|  | 1S.ABS-dançar-NEG (1S) |
|  | "Eu não dancei"        |

Quando a primeira sílaba é a tônica, o verbo intransitivo pode ser prefixado com a partícula ry-:
|  | y-ry-mbki-y ỹn   |
|  | 1S.ABS-sentar 1S |
|  | "Eu não sentei"  |

Para verbos semanticamente transitivos, há uma construção semelhante a de frases interrogativas e imperativas, na qual o verbo é prefixado com a partícula i-:
|  | i-ator-i                  | ỹn | bỹpãn    |
|  | IRR-pegar-FUT             | 1S | arco-OBL |
|  | "Eu não vou pegar o arco" |    |          |

Por fim, para verbos no geral, a negação também pode ser feita pela adição do morfema padni após o verbo:
|  | ỹn                          | i-soky      | padni | eppa     |
|  | 1S                          | IRR-quebrar | NEG   | espátula |
|  | "Eu não quebrei a espátula" |             |       |          |

#### Ordem da Frase e Alinhamento
Em karitiana, a ordem da frase varia de acordo com a construção que estiver sendo utilizada. No geral, sentenças declarativas são caracterizadas por SV (sujeito - verbo) ou AVO (argumento agente - verbo - objeto). No entanto, para sentenças declarativas com foco verbal, geralmente utiliza-se VS ou VO. Caso utilize-se a definição de ordem da frase tomando como base as sentenças declarativas sem marcações e com argumentos não-anafóricos, tem-se as estruturas SV ou AVO. 
Utilizando uma classificação mais detalhada de de ordenamento de frases proposta por Greenberg (1963), pode-se também observar que karitiana é uma língua que possui posposições (Po), como no trecho a seguir:
|  | Ø                  | nãka-tat-Ø   | ga-p     |
|  | 3                  | DECL-ir-NFUT | campo-ao |
|  | "Ele foi ao campo" |              |          |

Além disso, a ordem do possessivo (genitivo G) e do substantivo (N) é dada por GN, como no caso a seguir:
|  | opok                                     | nã-atot-Ø         | i   | o      |
|  | indígena selvagem                        | DECL-retirar-NFUT | sua | cabeça |
|  | "O indígena selvagem retirou sua cabeça" |                   |     |        |

Por fim, a ordem de substantivo (N) e adjetivo (Adj) é dada por NAdj, como a seguir:
|  | taso                    | ty     | nã-yry-t         |
|  | homem                   | grande | DECL-chegar-NFUT |
|  | "O homem grande chegou" |        |                  |

Portanto, a língua karitiana usa a seguinte ordem de constituintes:
| Ordem dos Constituintes | Ordem dos Constituintes | Ordem dos Constituintes | Ordem dos Constituintes | Ordem dos Constituintes | Ordem dos Constituintes | Ordem dos Constituintes |
| ----------------------- | ----------------------- | ----------------------- | ----------------------- | ----------------------- | ----------------------- | ----------------------- |
| Sujeito                 | Verbo                   | Objeto                  | Genitivo                | Substantivo             | Substantivo             | Adjetivo                |

Novamente, é importante ressaltar que essa é a ordem mais comum quando se adota o critério de Steele (1978) para se classificar, que adota como padrão as frases declarativas com sujeitos nominais e objetos como critério.

#### Concordância Ergativa-Absolutiva
A língua karitiana pode ser classificada como uma língua ergativa-absolutiva, já que o verbo transitivo concorda com o objeto e o verbo intransitivo com o sujeito. Assim, há uma similaridade entre o sujeito intransitivo e o objeto transitivo, diferentemente do que acontece em línguas nominativa acusativa, como pode-se ver no esquema abaixo:
| Nominativo-acusativo |   |   |  |
| -------------------- | - | - |  |
| Verbo Intransitivo   | S |   |  |
| Verbo Transitivo     | S | O |  |
|                      |   |   |  |
| Ergativo-absolutivo  |   |   |  |
| Verbo Intransitivo   | S |   |  |
| Verbo Transitivo     | S | O |  |

Nas sentenças (1) e (2) a seguir tem-se o caso de verbos transitivos, e nas (3) e (4) o de verbos intransitivos:
| 1) | ỹn                     | a-taka-oky-j          | an |
|    | 1S                     | 2S-DECL-machucar-IRR  | 2S |
|    | "Eu vou machucar você" |                       |    |
| 2) | an                     | y-ta-oky-t            | ỹn |
|    | 2S                     | 1S-DECL-machucar-NFUT | 1S |
|    | "Você me machucou"     |                       |    |
| 3) | y-ta-opiso-t           | y-ta-opiso-t          | ỹn |
|    | 1S-DECL-ouvir-NFUT     | 1S-DECL-ouvir-NFUT    | 1S |
|    | "Eu ouvi"              |                       |    |
| 4) | a-ta-opiso-t           | a-ta-opiso-t          | an |
|    | 2S-DECL-ouvir-NFUT     | 2S-DECL-ouvir-NFUT    | 2S |
|    | "Você ouviu"           |                       |    |

## Vocabulário

### Narrativa Gokyp
A narrativa mítica Gokyp, ‘O Sol’, contada por Garcia Karitiana, descreve a origem do sol como uma criança febril que foi crescendo sempre febril e, após tornar-se cada vez mais quente e despertar o medo e a ira dos humanos ao seu redor, deixou de ser humano, tornando-se o astro celeste. Gokyp. Após isso, subiu ao céu através do pilar central que escorava o telhado da casa onde vivia, queimando os homens que tinham vindo matá-lo, e que se tornaram cinzas esparramadas no chão após a sua ascensão.
| Karitiana | Português |
| --- | --- |
| Pyry’a sarytyn keerep Gokyp. Õwã horot taka’oot saryt Gokyp. Taaka andyk saryt Gokyp. Masõng,“ti’ahy͂?” Iri’aj taso. Kin da oti horot taka’oot saryt ihot iaka. Okywyra okywyra okywyra taaka saryt õwã. “Akinda otidna hy͂?” Iri’a andyk ijiriso. Kinda oti horot iakaj. I kinda otidni. Takinda otidna sogng iaki. Masong naakat okyp okyp pywytiyty tat, iri’aj. Ty’in taakat iokyp pywytiyri Gokyp. Gokyp pasagngam akabman. Masong naka’a andyk. “Ah ti’a tyka hy͂?” Iri’aj taso. Masong imbodnoko. Atykiri ia ka padnoko hak tatyyt tykiri,Tyyty tat, iri’aj. Atykiri ipikypowogoko saryty padni Gokyp. Napikybm saryt. I pikywyt tykiri, iatakipawyt tykiri napyting saryt iokyty taso. Masong iaki padnoko. Napymbowak ity taso. Masong iaoky padnaty. Masong, nakakãrãt taso: “Iaoky padni Gokyp”. Masong kahyt i’at, irikãraȷ͂. Yjxa pitat i’a tykat, irikãrãj. Mynhodno yj-sarara-j sat i-akii-p. Masong napymbowak saryt ity taso. Iokyty napyting. Mas ong ta’a tyka siit. N amboryt saryt ambiity sopakat. Masong napymbowak saryt it taso. Ta’ãty ipymbowak tyso. Asonderep masong namboryt. Ambi sopakat imboryri. Masong naymbykyjy’oom taso iokyp meresõ tyyt. Ipynotam padnoko i. Pikyp pikyp harara i. Masong namboryt saryt i ambi sopakat. Masong nakahyry ȷ͂ at tatat tysypy’oot Gokyp. “Ajymymewã ȷ͂onso. Ajymymewã ȷ͂onso. Ajymymewã ymymewã ȷ͂onso Opa pyka yoky tyki”. Masong naka’asaryt Gokyp taambo tyki’oot. Masong naambo saryt Gokyp atoop iri’aj hoop. Masong ta’ãty ipymbowak atapopi saryt tatat tysypy’oot. “Syyryp” iri’aj taso. Naambot ohyn Gokyp. Masong naakat pikyp pikyp harara Gokyp. Naka’a saryt kahyt Gokyp pynhadna | Dizem que Gokyp existia antigamente. Dizem que Gokyp começou sua existência como uma criança. Dizem que Gokyp vivia. Então os homens disseram “O que é isso?. Dizem que a vida começou como uma doença (coisa da lua) pra ele. Dizem que a criança ia ficando cada vez mais quente. “Esse aí está doente?” Dizia o seu pessoal. Seria semelhante a uma doença. Mas ele não estava doente realmente. Ele nunca esteve doente. Então, dizem que o calor dele estava ficando cada vez mais intenso. Gokyp era meio quente e foi ficando mais quente. Agora ele tornar-se-ia o sol. Aí, estava acontecendo. “Ãh, o que é isso?” Diziam os homens. Depois disso, ele não existiu mais. Então ele tornou-se tão grande que não podia mais viver aqui. Ele tornou-se enorme. Então, dizem que o Gokyp não queimava mais só um pouco. Dizem que ele se tornou incandescente. Quando sua incandescência ficou insuportável, dizem que os homens queriam matá-lo. Porque ele não era mais um ser humano. Os homens tinham um desejo de matar dirigido a ele. No entanto não o matariam. Naquele momento, os homens pensaram: “Não se mata o sol/O sol não pode ser morto”. Então, eles pensavam que era assim que iam fazer. Eles pensavam que ele era humano. Mas ele estava ficando diferente, meio débil. Por causa disso, os homens sentiam vontade de matá-lo. Matá-lo é o que queriam fazer. Então ele continuou a existir/viver. Diz que ele saiu pelo esteio central do telhado da casa. Porque dizem que os homens tinham o desejo de matá-lo. Sabia-se que queriam matá-lo. Na cara deles, então, ele saiu. Pelo esteio central da casa ele saiu. Então vieram os homens com cacetetes para matá-lo ritualmente. Mas eles não podiam mais se aproximar dele. Ele estava muito incandescente mesmo. Foi aí que dizem, ele saiu pelo esteio central da casa. Então o sol cantou antes de sair. “Tragam-me pra dentro, mulheres. Tragam-me pra dentro, mulheres. Tragam-me pra dentro, tragam-me pra dentro, mulheres. Pois o crânio partido está me matando”. Assim disse o sol enquanto ele estava subindo. Então diz que o sol subiu; “Pro alto” ele fez lá. Diz que quem queria matar ele morreu enquanto ele estava subindo. “Cairam esparramados”, os homens (como cinzas). O sol subiu para o alto. Aí o sol ficou queimando, queimando de verdade. Assim, dizem, é que a história do sol deve ser contada |

### Lista de Swadesh
Podemos ver algumas palavras básicas que comporiam a Lista de Swadesh da língua a seguir:
| Português   | Karitiana              |
| ----------- | ---------------------- |
| aqui        | hak, hyp               |
| lá          | hoori                  |
| quem?       | mõra                   |
| o que?      | mõn, mõra, mõramõn     |
| onde está?  | ta'i                   |
| quando?     | tikat                  |
| não         | o'ĩ                    |
| pouco       | it, pymyra, sypõm      |
| outro       | otat, pojogo           |
| grande      | tyy                    |
| pequeno     | 'ĩn                    |
| homem       | taso                   |
| mulher      | nhõnso                 |
| criança     | mỹ'ĩnã                 |
| mãe         | ti                     |
| pai         | 'it, syp               |
| beber       | ahy, se'y, 'y          |
| comer       | pyt'y, 'y              |
| chupar      | nẽ'õm                  |
| respirar    | hãn                    |
| rir         | haha, harara, anyjy    |
| escutar     | opihop, opisop         |
| cheirar     | hĩn, hynnãnã           |
| dormir      | kat, tẽ                |
| viver       | ket                    |
| morrer      | owi, pop, py'ywỹm      |
| matar       | oky                    |
| caçar       | põn                    |
| bater       | mĩ, pyr'ot, tỹg        |
| cortar      | opĩ, okẽnh, oky        |
| nadar       | taktag                 |
| voar        | tãm, tẽg               |
| andar       | tarak                  |
| sentar      | amik, mik, nok         |
| ficar em pé | aso, gary, nhygnhyg    |
| lavar       | hõrõn                  |
| jogar       | atik, pyn, myj, pajjik |
| cantar      | hỹrỹnh                 |
| puxar       | atej, herenã           |
| empurrar    | pimik                  |
| nome        | sat                    |
| porque      | mõrãsõg                |

### Expressões do dia-a-dia
| Português      | Karitiana     |
| -------------- | ------------- |
| Bom dia!       | go i haap     |
| Boa noite!     | go i mõnh     |
| eh!            | ah!           |
| puxa!          | okka          |
| Graças a Deus! | soro'ĩntỹm    |
| psiu           | mã            |
| ai!            | õwĩ           |
| Ó!             | ã             |
| cuidado        | koro'opkaarãn |
| vamos!         | my'ari, myh   |
| espere aí      | ko'ãjty       |
| está bom       | pyse'an       |
| OK!            | hỹỹ           |
| olha!          | yrhĩn         |
| obrigado       | yryhon        |
| vem cá         | a yry kago    |

### Numeração
Na língua karitiana, usa-se o 5 como base da numeração, e a para grandes quantidades utiliza-se a palavra akatỹm, on ("todo", em português) para se referir à quantidade. Porém, o sistema de numeração cardinal em karitiana pode ser usado para representar números até, pelo menos, 100, mas  é uma área da língua que está sendo substituída pela língua portuguesa. Apesar de números de um a cinco ainda serem usados frequentemente, muitos dos outros números estão caindo em desuso e só são pronunciadas com dificuldade pelos falantes. Isso se explica porque o português é a língua que os Karitiana usam quando estão vendendo seus artefatos para brasileiros e, portanto, os números dos preços devem ser definidos em português. Segue abaixo alguns dos números na língua karitiana: 
| Português   | Karitiana                |
| ----------- | ------------------------ |
| um          | mỹhĩn                    |
| dois        | sypõm                    |
| três        | mỹnhỹm                   |
| quatro      | otannỹmỹn                |
| cinco       | yj pyt                   |
| seis        | mỹhĩn yj py ota 'oot     |
| sete        | sypõm yj py ota 'oot     |
| oito        | mỹnhỹm yj py ota 'oot    |
| nove        | otannỹmỹn yj py ota 'oot |
| dez         | yj py ota tyta           |
| onze        | mỹhĩn yj pi 'oot         |
| doze        | sypõm yj pi 'oot         |
| quinze      | mỹhĩn yj pipyt           |
| dezesseis   | mỹhĩn yj pi ota 'oot     |
| dezoito     | sypõm yj pi ota 'oot     |
| vinte       | yj mỹhĩn pipyk           |
| vinte-um    | mỹhĩn yj ota py 'oot     |
| vinte-cinco | mỹhĩn yj ota pypyt       |
| vinte-seis  | mỹhĩn yj ota pyta 'oot   |
| vinte-sete  | sypõm yj ota py ota 'oot |
| trinta      | sypõm yj ki pipyk        |
| quarenta    | mỹhĩn yj otapi 'oot      |

### Léxico karitiano
Algumas partes do léxico da língua karitiana, que foram muito utilizadas para estudos comparativos com outras línguas indígenas brasileiras, podem ser encontradas a seguir:

#### Partes do Corpo
| Português   | Karitiana     |
| ----------- | ------------- |
| cabeça      | 'e            |
| cérebro     | opetẽm        |
| cabelos     | osop, sop     |
| cabelo      | osopot        |
| olho        | sypo          |
| nariz       | nhõpi'op      |
| orelha      | opirisap      |
| boca        | koromo        |
| dente       | nhõnh         |
| língua      | koromopi'yp   |
| lábios      | koromoanep    |
| coração     | hanĩmpa       |
| pulmões     | hanĩmpa pawak |
| tripas      | nhĩnpy        |
| estômago    | pisokõnh      |
| fígado      | kyry          |
| peito, seio | nõm           |
| ombro       | oke           |
| mão         | py            |
| unha        | pysokõn, sokõ |
| coxa        | nhãmo         |
| perna       | sa'ep         |
| joelho      | sa'ewotyt     |
| pé          | pi            |
| osso        | 'ep           |
| canal       | 'op           |
| cabelos     | sop           |
| sangue      | ge            |
| carne       | pisyp gỹjymỹ  |
| pele        | pa, pykyp     |

#### Natureza
| Português               | Karitiana        |
| ----------------------- | ---------------- |
| areia                   | eje'ĩn           |
| lama                    | ejepipisypsyp    |
| pedra                   | kinapyti         |
| chão                    | ejo, ejepi       |
| terra                   | eje'ĩn, ejepi    |
| serra, monte            | neso             |
| campo natural           | gopipok          |
| buraco no chão          | ẽmmã             |
| caverna                 | tak              |
| rio                     | ese              |
| beira do rio            | ese anep         |
| cachoeira               | esyg             |
| lago                    | ejejỹ            |
| lagoa                   | ejo              |
| mato                    | gopi             |
| céu                     | pãmpi            |
| sol                     | gokyp            |
| lua                     | oti              |
| estrela                 | otirypo          |
| Via Láctea              | sojjaopa         |
| dia                     | kat, go          |
| luz                     | mywo             |
| noite                   | nip              |
| planeta                 | nakisỹn          |
| céu                     | pãmpi            |
| nuvem                   | esyra, pãmpipok  |
| nebuloso                | pipoksyyt        |
| vento                   | gysy             |
| trovão                  | epparako         |
| relâmpago               | pãmpiharyhary    |
| torrencial              | kyna             |
| chuva                   | e                |
| som de chuva leve       | pyk              |
| arco-íris               | ojina            |
| fogo                    | iso              |
| cinzas                  | nhõnĩg           |
| carvão                  | isosorokõnh      |
| fumaça                  | isonhĩg, nhĩga   |
| queimar                 | pipop, 'y        |
| água                    | ese              |
| chuva                   | e                |
| torrencial              | kyna             |
| rio                     | ese, setti       |
| igarapé                 | ese nhõgo        |
| cachoeira               | esyg             |
| líquido                 | se               |
| fonte, manancial d'água | ese'op           |
| lago                    | ejejỹ, esekarawa |

#### Hidrônimos
| Português           | Karitiana   |
| ------------------- | ----------- |
| Rio Saputi          | Toronãmãm   |
| Rio Jamari          | Eryse       |
| Rio Madeira         | Eseti       |
| Rio Candeias        | Sekket      |
| Igarapé             | ese nhõgo   |
| Igarapé do Leite    | Sywyty      |
| Igarapé Paca        | Senhõgo'ĩna |
| Igarapé do Teperebá | Pityjamojop |
| Igarapé Preto       | Sẽẽm        |

#### Animais
| Português                 | Karitiana                                |
| ------------------------- | ---------------------------------------- |
| mamífero (termo genérico) | kina                                     |
| paca                      | moroty                                   |
| morcego                   | asori                                    |
| macaco da noite           | mõj'yry                                  |
| macaco parauacu           | orori                                    |
| macaco prego              | pikkõm                                   |
| macaco preto              | 'õrõm                                    |
| macaco sagui              | irõnh                                    |
| tipo de macaco            | mijo                                     |
| macaco zogue-zogue        | ery                                      |
| som do macaco zogue-zogue | ohãg, sõgsõg                             |
| lontra                    | toro                                     |
| cavalo                    | 'iriwity                                 |
| porco do mato             | sojja                                    |
| caititu                   | sojjapita                                |
| queixada                  | sojjaty                                  |
| quati                     | irisa                                    |
| anta                      | 'irip                                    |
| irara                     | omãky'emã                                |
| capivara                  | syhej                                    |
| bicho-preguiça            | o'i                                      |
| onça                      | omãky                                    |
| onça vermelha             | omãky sõm                                |
| gato                      | omãky 'ĩn                                |
| cutia                     | mỹno                                     |
| raposa                    | gyryty                                   |
| rato                      | mẽjehỹg                                  |
| tamanduá                  | ojopyty                                  |
| tatu                      | sosy                                     |
| tatu canastra             | kerejety                                 |
| veado                     | ne                                       |
| sariguê pequeno           | mẽjehỹg siksik                           |
| porco-espinho             | koroko                                   |
| pássaro (termo genérico)  | ĩnh                                      |
| careca (tipo de pássaro)  | opoktioky                                |
| crejuá                    | kennoket                                 |
| mosia                     | erek                                     |
| rolinha                   | teet                                     |
| cuxumi                    | owojopok                                 |
| chico preto               | ohirohirỹn                               |
| andorinha grande          | sĩwĩ                                     |
| tucano                    | nhe'okõn                                 |
| som do tucano cantando    | nhe'okõnkõnkõn                           |
| arara                     | pat                                      |
| jacamim                   | sỹnh                                     |
| som de jacamim            | hithit, keret, sỹnh                      |
| inambu-galinha            | õhõrõrõ                                  |
| inambu sororĩn            | põmkyjo'ejemỹ                            |
| inambu preto              | ejõm                                     |
| inambu herói              | kyhỹnã                                   |
| som de inambu             | õhõrõhõrõ                                |
| anu                       | õnh                                      |
| gavião                    | pypỹrỹ                                   |
| garça                     | kennõpokojẽg                             |
| tipo de garça             | okorojo                                  |
| juriti                    | ywĩno                                    |
| jacu                      | pa'ỹj                                    |
| araponga                  | kennõpok                                 |
| beija-flor                | yjora                                    |
| mutum                     | misỹ                                     |
| oro                       | kyryny                                   |
| falcão                    | pypỹrỹ                                   |
| urubu                     | 'akyry, kinanãm                          |
| pavãozinho                | ysynỹnỹ                                  |
| periquito                 | 'irĩg                                    |
| pica-pau                  | yrypãn                                   |
| papagaio                  | gy, mĩmĩjo                               |
| careca                    | tẽnh                                     |
| lagarto                   | ohĩn                                     |
| tracajá                   | mypopok                                  |
| rã (pequena)              | mãm                                      |
| rã (grande)               | kinapyhynnã                              |
| sapo                      | kyryryt                                  |
| tartaruga                 | myp, mypsõm                              |
| jacaré                    | osy, saara                               |
| cobra (termo genérico)    | moroja                                   |
| cobra papagaio            | so'ĩrĩg                                  |
| peixe (termo genérico)    | ip                                       |
| surubim                   | ipimyj                                   |
| traíra                    | mira                                     |
| tucunaré                  | syryhoty                                 |
| pacu                      | itot                                     |
| jacundá                   | pahiriko                                 |
| piranha                   | isõnhõ                                   |
| peixe-agulha              | ipnhopi                                  |
| acará                     | ete                                      |
| jatoarana                 | pojpok                                   |
| piaba                     | pohẽ                                     |
| mandi                     | nhõjpeko                                 |
| poraquê                   | nhỹgty                                   |
| inseto (termo genérico)   | kinatypyki                               |
| aranha caranguejeira      | nikisy                                   |
| abelha                    | eet, esõmõra                             |
| abelha grande             | mok, õn                                  |
| cigarra                   | pettera, eti, inõinõ, yrỹg, sipãjsipãj   |
| carrapato                 | ororojo                                  |
| cupim                     | gypy                                     |
| mosca                     | mãrãm                                    |
| mosca grande              | ãrãrãm, ereryp                           |
| besouro                   | orokkõn                                  |
| escorpião                 | kennõn                                   |
| gafanhoto, grilo          | pasẽn                                    |
| lagarta                   | gak                                      |
| pulga                     | kinãmẽm                                  |
| piolho                    | gep                                      |
| marimbondo                | gop, gopkip                              |
| centopéia                 | pasẽn, tĩ'ĩ'ipa                          |
| mantídeo                  | owỹg                                     |
| caba                      | mẽwõ, nhõpikeno                          |
| cabatatu                  | gowejak                                  |
| mosquito, carapanã        | tik                                      |
| formiga-leão              | pemyty                                   |
| barata                    | mykyppa                                  |
| saúva                     | mĩgo                                     |
| traça                     | matsyk                                   |
| tipo de inseto            | titiripa                                 |
| mutuca                    | orokojo                                  |
| pium                      | kyryko                                   |
| borboleta                 | kynkon                                   |
| tipo de traça             | peerepokyre                              |
| formiga-de-fogo           | toptop                                   |
| tocandira                 | nõpiowojo, nõpi                          |
| caracol                   | nõrõnh                                   |
| caranguejo                | are                                      |
| camarão                   | nhõjpiparyt                              |
| verme                     | gyryjy                                   |
| minhoca                   | gyryjy, sorẽmpara                        |
| animal mimado             | my'et                                    |
| cachorro                  | omãky my'en (lit. onça mimada), omãkypok |
| galinha                   | opogako                                  |
| pato                      | kyky                                     |

#### Plantas
| Português                   | Karitiana                       |
| --------------------------- | ------------------------------- |
| árvore                      | ep                              |
| algodão                     | erery                           |
| anajá                       | pĩwĩ                            |
| açaí                        | iri                             |
| buriti                      | pojo                            |
| cacau                       | komo                            |
| caju do mato                | iriwohy                         |
| coco                        | keno                            |
| copaíba                     | ewopãm                          |
| cedro                       | ikĩ, pimỹm                      |
| hoti                        | kerõjja, parapyk, kinaopityryky |
| ingá                        | mẽrẽ'õn, eemyk                  |
| piquiá                      | pakka                           |
| paxiumin                    | põn                             |
| palmeira                    | keno                            |
| pixuna                      | myrykyj                         |
| patoá                       | ewy                             |
| patoazinho                  | epesyk                          |
| pau d'arco                  | or'ep                           |
| pau de espinhos             | hy                              |
| seringueira                 | goharara                        |
| tucumã                      | okõrã                           |
| sorveira                    | gyjmĩm                          |
| genipapo                    | kinapasoj                       |
| palmito pama                | ep'o, tyykỹ                     |
| pupunha                     | nhõnhmit                        |
| pama grande (tipo de fruta) | gyjyt                           |
| fruta do coco               | kenosypo                        |
| pimenta                     | sojo                            |
| milho bravo                 | nhõnpokoty                      |
| timbó                       | tĩg, topyk                      |
| cipó                        | teppy                           |
| bambu                       | mokore, 'or'op                  |
| urucu                       | eky                             |
| cana                        | tẽm                             |
| banana                      | asyryty                         |
| banana comprida             | asyryty ty                      |
| tipo de banana              | asyryty pok                     |
| batata-doce                 | ohy                             |
| cará                        | pokoho                          |
| melancia                    | hothoroty                       |
| macaxeira                   | gok                             |
| mandioca                    | gok                             |
| mamão                       | mỹty                            |
| amendoim                    | mĩ'ĩ                            |
| milho                       | gijo                            |
| abóbora                     | pasi                            |
| abacaxi                     | kojpa                           |